# Александровская, Алла Александровна
Алла Александровна Александро́вская (укр. Алла Олександрівна Александровська; род. 7 декабря 1948 года, Харьков, Украинская ССР, СССР) — украинский политик, член Коммунистической партии Украины, народный депутат Украины III, IV, V, VI созывов. Почётный гражданин Харькова (2008).

## Биография
Окончила Харьковский авиационный и Харьковский экономический институты (1972).
С 1972 по 1998 — инженер, старший инженер, ведущий инженер, руководитель группы КБ электроприборостроения (с 1994 — ОАО «Хартрон», Харьков).
С 1998 по 2012 — народный депутат Украины. Член Комитета ВР Украины по вопросам топливно-энергетического комплекса, ядерной политики и ядерной безопасности.
26 июня 2016 года задержанные в Харькове, касающихся «нарушения территориальной целостности Украины» и протягивания офицера. 16 октября 2016 года была уволена от содержания под стражей, но ее утверждения не были прекращены.
25 марта 2021 Европейский суд по правам человека вынес окончательное решение об аресте женщины, в котором отметил, что украинская власть действовала незаконно. Более того, суд постановил, что Украина должна оплатить Алле Александровской в течение трех месяцев 15600 евро морального ущерба, а также 3563 евро расходов и издержек.